# Ільковецька сільська рада
Ількове́цька сільська́ ра́да — колишня адміністративно-територіальна одиниця та орган місцевого самоврядування в Теофіпольському районі Хмельницької області. Адміністративний центр — село Ільківці.

## Загальні відомості
Ільковецька сільська рада утворена в 1922 році.
- Територія ради: 20,235 км²
- Населення ради: 847 осіб (станом на 2001 рік)
- Територією ради протікає річка Жердь

## Населені пункти
Сільській раді були підпорядковані населені пункти:
- с. Ільківці
- с. Колісець

## Склад ради
Рада складалася з 12 депутатів та голови.
- Голова ради: Лісовий Олександр Васильович
- Секретар ради: Андрійчук Оксана Зіновіївна

### Керівний склад попередніх скликань
| Прізвище, ім'я, по батькові  | Основні відомості                                                                     | Дата обрання | Дата звільнення |
| ---------------------------- | ------------------------------------------------------------------------------------- | ------------ | --------------- |
| Лісовий Олександр Васильович | Сільський голова, 1962 року народження, освіта незакінчена вища, член Народної партії | 26.03.2006   | 31.10.2010      |
| Лісовий Олександр Васильович | Сільський голова, 1962 року народження, освіта незакінчена вища, член Народної партії | 31.10.2010   |                 |

Примітка: таблиця складена за даними сайту Верховної Ради України

### Депутати
За результатами місцевих виборів 2010 року депутатами ради стали:

#### За суб'єктами висування
| Суб'єкт висування                                       | Кількість обраних депутатів | %    |
| ------------------------------------------------------- | --------------------------- | ---- |
| Народна партія                                          | 8                           | 66,7 |
| Самовисування                                           | 2                           | 16,7 |
| Єдиний Центр                                            | 1                           | 8,3  |
| Політична партія Всеукраїнське об'єднання «Батьківщина» | 1                           | 8,3  |

#### За округами
| № округу                                                | Прізвище, ім'я, по батькові     | Дата визнання обраним | Освіта             | Партійна приналежність                        | Відомості про обраного депутата                            |
| ------------------------------------------------------- | ------------------------------- | --------------------- | ------------------ | --------------------------------------------- | ---------------------------------------------------------- |
| Єдиний Центр                                            |                                 |                       |                    |                                               |                                                            |
| 1                                                       | Лаган Галина Іванівна           | 01.11.2010            | середня спеціальна | член Єдиного Центру                           | ТОВ «Золотий колос», головний бухгалтер                    |
| Народна Партія                                          |                                 |                       |                    |                                               |                                                            |
| 2                                                       | Андрійчук Оксана Зіновіївна     | 01.11.2010            | вища               | позапартійна                                  | Ільковецька сільська рада, секретар                        |
| 3                                                       | Дем'янюк Олександр Павлович     | 01.11.2010            | середня            | член Народної партії                          | ТОВ «Золотий колос», бригадир комплексної бригади          |
| 5                                                       | Блащук Ганна Дмитрівна          | 01.11.2010            | вища               | член Народної партії                          | Теофіпольської філії ВАТ «Хмельницькгаз», диспетчер        |
| 8                                                       | Гаврилюк Інна Василівна         | 01.11.2010            | вища               | позапартійна                                  | тимчасово не працює                                        |
| 9                                                       | Захарчук Любов Василівна        | 01.11.2010            | вища               | член Народної партії                          | Колісецька загальноосвітня школа І-ІІ ст., директор школи  |
| 10                                                      | Замах Дмитро Якович             | 01.11.2010            | середня            | член Народної партії                          | ТОВ «Золотий колос», завідувач машинно-тракторного двору   |
| 11                                                      | Савчук Галина Іванівна          | 01.11.2010            | вища               | позапартійна                                  | Колісецька загальноосвітня школа І-ІІ ст., вчитель         |
| 12                                                      | Фреюк Олег Миколайович          | 01.11.2010            | вища               | член Народної партії                          | ТОВ «Золотий колос», економіст                             |
| Політична партія Всеукраїнське об'єднання «Батьківщина» |                                 |                       |                    |                                               |                                                            |
| 6                                                       | Петлюк Василь Йосипович         | 01.11.2010            | вища               | член Всеукраїнського об'єднання «Батьківщина» | Кунчанська загальноосвітня школа І-ІІ ст., вчитель         |
| Самовисування                                           |                                 |                       |                    |                                               |                                                            |
| 4                                                       | Навроцький Володимир Васильович | 21.07.2013            | середня            | позапартійний                                 | відділ освіти Теофіпольської РДА, водій шкільного автобуса |
| 7                                                       | Варема Леся Володимирівна       | 01.11.2010            | вища               | позапартійна                                  | фельдшерський пункт с. Ільківці, фельдшер                  |